# لوکا دی آنجلو
لوکا دی آنجلو (انگلیسی: Luca D'Angelo؛ زادهٔ ۲۶ ژوئیهٔ ۱۹۷۱) بازیکن فوتبال اهل ایتالیا است.